# UNIT4
Unit4 is een toonaangevend bedrijf in bedrijfssoftware dat zich richt op het ontwerpen en leveren van ERP-toepassingen en gerelateerde professionele diensten. Met een speciale focus op de professionele dienstverlening, het onderwijs, de publieke sector en de non-profitsector biedt Unit4 oplossingen die specifiek zijn ontworpen om mensen en processen in deze sectoren te ondersteunen. Het bedrijf heeft dochterondernemingen en kantoren in 23 landen verspreid over Europa, Noord-Amerika, de regio Azië-Pacific en Afrika.
Unit4 staat vooral bekend om de People Experience Suite, waaronder Unit4 ERP, Unit4 Financials, Unit4 FP&A en Unit4 Talent Management. In 2015 ging Unit4 een samenwerking aan met Microsoft om zelfsturende bedrijfsapplicaties te ontwikkelen op het Microsoft Azure-cloudplatform. Unit4's software is beschikbaar in zowel cloud- als on-premise oplossingen, waarbij de ondersteuning voor on-premise eindigt in december 2024. In 2020 lanceerde Unit4 een wereldwijd partnerprogramma om partners te ondersteunen bij de implementatie van Unit4-software om zo organisaties nog beter te helpen in hun digitale transformatie.

## Geschiedenis
Unit4 werd in 1980 opgericht door Chris Ouwinga en ging in 1998 naar de beurs aan de Amsterdamse effectenbeurs. 
In 2000 fuseerde Unit4 met de Noorse ERP-softwareleverancier Agresso Group ASA, waarna de bedrijfsnaam werd gewijzigd in Unit4Agresso. Vanaf 1 februari 2010 is de naam weer Unit4.
In maart 2014 werd Unit4 overgenomen door de internationale investeringsmaatschappij Advent International.
In 2015 kreeg het Coda-financieel beheerpakket een nieuwe naam: Unit4 Financials. Datzelfde jaar lanceerde Unit4 ook het Unit4 People Platform, gebouwd op Microsoft Azure-technologie, als fundament voor haar bedrijfsapplicaties.
In de periode april 2019 en januari 2025 was Mike Ettling bestuursvoorzitter van Unit4.
In maart 2021 kondigde private equity investeerder TA Associates de overname aan van Unit4 voor meer dan US$ 2 miljard. De internationale investeringsmaatschappij Partners Group investeerde samen met TA Associates in deze transactie. In april 2021 bracht Unit4 ERPx uit, een next-generation ERP-oplossing die speciaal is ontwikkeld voor middelgrote organisaties met een focus op mensen en innovatie.

## Activiteiten

### Internationale producten
Met Agresso Business World en CODA Financials heeft Unit4 internationale producten die in de markten van o.a. de publieke sector, zakelijke dienstverlening, logistiek, detailhandel en media ingezet worden. Met deze producten richt Unit4 zich op organisaties die zij definieert als BLINC®*: Businesses Living IN Change.
Agresso Business World is een enterprise resource planning (ERP)-oplossing voor organisaties. Agresso Business World onderscheidt zich door zijn VITA-architectuur die een blijvende flexibiliteit na de implementatie garandeert.
CODA Financials is een financieel-managementsysteem voor organisaties die behoefte hebben aan een centraal financieel kernsysteem. CODA onderscheidt zich door zijn LINK-architectuur die een blijvende snelle en eenvoudige integratie met overige applicaties garandeert.
Tot de overige internationale producten behoren onder meer FinancialForce.com, financieel management op basis van SaaS, Agresso CRM, Agresso Talent Management, Business Collaborator en diverse UNIT4-accountancyproducten.

### Lokale producten
In de Benelux levert Unit4 business software voor verschillende sectoren, waaronder accountancy, gezondheidszorg, groothandel en distributie, mkb, onderwijs, publieke sector en zakelijke en financiële dienstverlening. Daarnaast levert Unit4 oplossingen voor personeelsinformatie en salarisverwerking, business intelligence en diensten op het gebied van continuïteit en cloud computing.